# Aeolochroma suffusa
Aeolochroma suffusa là một loài bướm đêm trong họ Geometridae.